# Lagis abranchiata
Lagis abranchiata är en ringmaskart som först beskrevs av Fauvel 1932.  Lagis abranchiata ingår i släktet Lagis och familjen Pectinariidae. Inga underarter finns listade i Catalogue of Life.